# ブヤン島

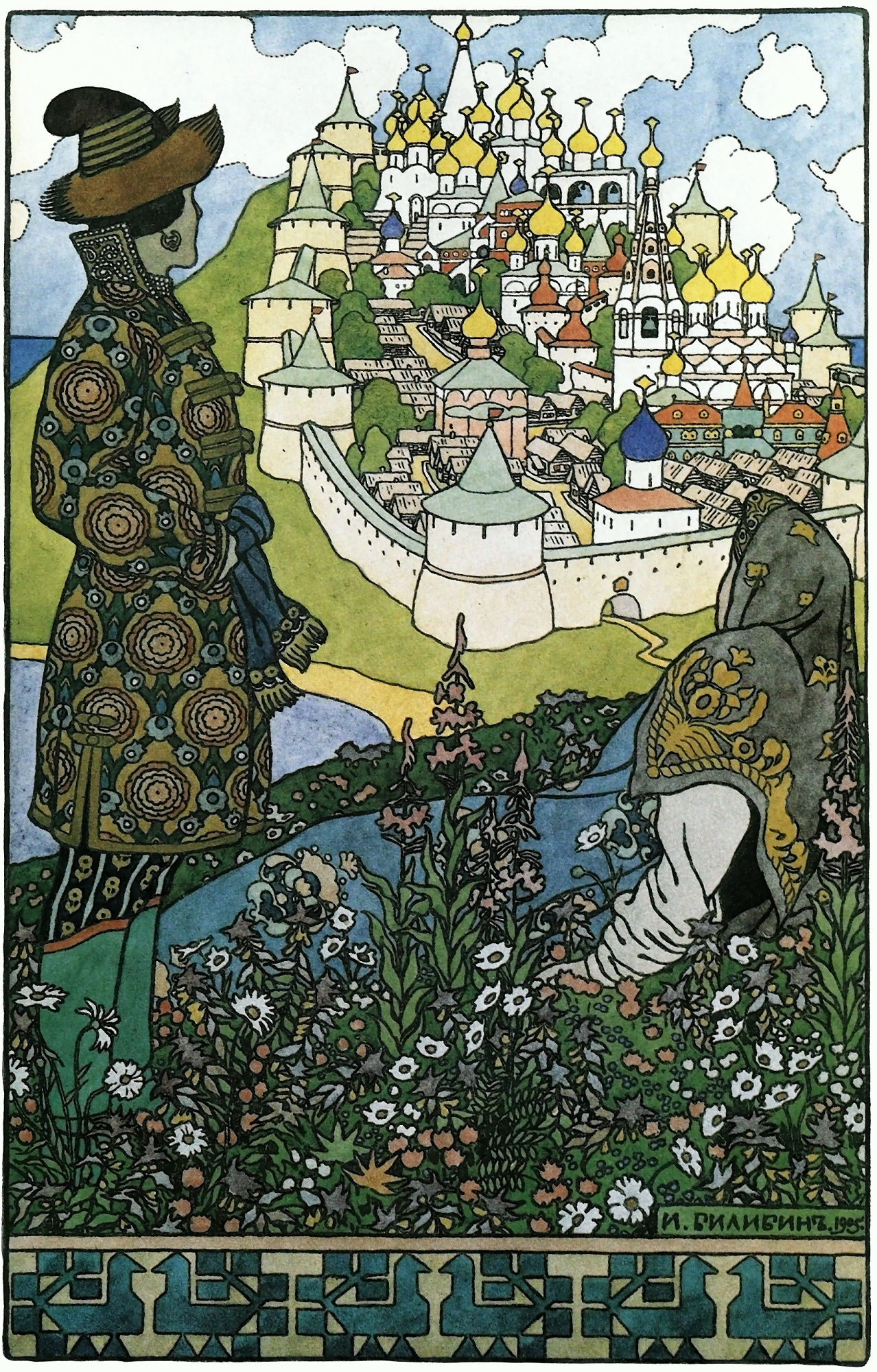
Buyan Island, by イヴァン・ビリビン (1905)

ブヤン島（ロシア語：Буя́н）はスラヴ神話に登場する伝説上の島である。
ロシアに伝わる叙事詩ブィリーナに登場するほか、アレクサンドル・プーシキンが原作を書いたオペラ『サルタン皇帝』に登場したことによって広く知られるようになった。

## 伝承
多くの伝承に登場し、様々な特徴を持つ。主だったものを以下に列挙する。
- 世界の創造後に水から出現した最初の土地である
- すべての天候の源であり、雷神ペルーンによって創られた
- 北風、西風、東風の神々の3兄弟の住処である
- 周囲には濃い霧が立ち込めており、干潮時のみ姿を現し、満潮になると姿を消す
- 一種の死後の世界とされ、故人の魂とまだ生まれていない人々の魂が住む楽園とされる
- 春に現れる植物や動物が住み、そこにたどり着きたい人はつらい旅をしなければならない
- 神秘的な樫が生えており、その根元に埋められた針の先に不死身のコシチェイの魂が隠されている
- 癒しと魔法の力を持つ神話上の石アラティル(ロシア語:Алатырь)がある場所とされる。この石は鉄の嘴と銅の爪を持つ鳥ガガナと魔法を操る賢い蛇ガラフェナによって守られている

## 現実とのかかわり
一部の研究者は、現実に存在する島との関係性について考察しており、ミハイル・ボルテンコは黒海のベレザーニ島を、ゲオルギー・ビリンバホフは言語の類似性からバルト海のリューゲン島をブヤン島と見なした。
ロシア北方のセヴェルナヤ・ゼムリャ諸島にある無人島にブヤン島がある。
ロシア海軍が所有する21630型小型砲艦について、NATOはブーヤン型というコードネームを使用している。
土星の衛星タイタンにあるリゲイア海の島の名前として採用された。

## 参考資料
・Mike Dixon-Kennedy『Encyclopedia of Russian and Slavic Myth and Legend』Bloomsbury Publishing、1998
・Jack V. Haney『An Anthology of Russian Folktales』Taylor & Francis、2014
・マイケル・シャリー＝ジェンセン、アンソニー・ヴィヴィアン『失われた都市・文明百科事典』柊風舎、2024年、408頁